# 572
572 (DLXXII) fue un año bisiesto comenzado en miércoles del calendario juliano, en vigor en aquella fecha 28 de noviembre

## Acontecimientos
- 8 de abril:[1] Ascenso al trono de Kan B'alam I (Chan-Bahlum I) en la ciudad maya de Palenque.
- El rey visigodo Leovigildo sitia Córdoba y logra entrar en ella de noche, capturando y ejecutando a los cabecillas rebeldes hispanorromanos y poniendo fin a la rebelión, que ya duraba 22 años. Asimismo ataca a la campiña cordobesa, rebelada en los últimos años contra los godos y contra la propia ciudad.
- El rey Miro de los suevos ataca el territorio de los runcones o roccones, en las montañas galaicas cercanas a los astures.
- Junio: II Concilio general del reino suevo en Braga. Martín de Braga, obispo metropolitano del reino, afirma que con la ayuda de Dios no hay duda en Gallaecia de la unidad y corrección de la fe.

## Arte y literatura
- Reconstrucción de Santa Eulalia de Mérida.[2] 28 de noviembre

## Fallecimientos
- 23 de junio: Alboino, rey de los lombardos.
- Liuva I, rey de los visigodos.